# František Taufer
František Taufer (2. dubna 1885, Němčice nad Hanou – 22. července 1915, poblíž Lublinu, Polsko) byl moravský básník a prozaik.

## Život
Pocházel z rodiny pekařského mistra, v roce 1904 maturoval na učitelském ústavu v Kroměříži. Následně vyučoval na školách v Pavlovicích na Hané, Kunštátě (zde se seznámil s budoucí manželkou, učitelkou Marií Krondlovou, †1950), Jihlavě, Rájci nad Svitavou (dnes Rájec-Jestřebí) a v Boskovicích, kde byl 1. 10. 1908 ustanoven zatímním učitelem měšťanské školy dívčí. Po zřízení měšťanské školy chlapecké v nedalekém Rájci nad Svitavou r. 1912 byl jmenován zatímním ředitelem (jako takový založil mj. školní kroniku), o definitivu se však nakonec neucházel a vrátil se do Boskovic, kde byl od 1. 3. 1913 ustanoven odborným učitelem na měšťanské škole chlapecké. 10. 12. 1914 odveden, 1. 2. 1915 narukoval do Brna a posléze po krátkém výcviku byl poslán na frontu, kde padl v bitvě u Lublinu v jihovýchodním Polsku.
Byl otcem básníka a překladatele Jiřího Taufera (1911–1986) a rektora University 17. listopadu prof. JUDr. Otakara Taufera, CSc. (1909–1981).

## Dílo
Ve své době byl Taufer znám hlavně jako básník. Psal přírodní, úvahovou i reflexivní lyriku v jemném, náladovém duchu lumírovské poesie, ponejvíce užíval pravidelný, vázaný verš, náměty čerpal ze svého okolí. Prvotiny publikoval časopisecky pod pseudonymy Fr. Lučan a později F. U. Erat, který vytvořil ze svého příjmení. Vydal básnické sbírky: Květy (1908), U lesní studánky (1909), Kruh (1909), Trosky (1910), Země milostná (1912), posmrtně vyšla sbírka Zhudebněný život (1918) a několik básní ve výboru Čtverozvuk (1926). Je též autorem povídkové knihy Horská zahrada (1918) a dodnes ceněného historického spisku Městečko Rájec (1913) o 65 str. se 17 dobovými snímky, týkajícího se dějin Rájce nad Svitavou od nejstarší doby do Tauferovy současnosti.

## Posmrtné ocenění
- R. 1923 byla po něm v Rájci pojmenována ulice, 28. 10. 1928 byla odhalena jeho pamětní deska na budově rájecké školy.
- V roce 1935 byla odhalena pamětní deska na rodném domě v Němčicích.[3]